# Dryadella odontostele
Dryadella odontostele är en orkidéart som beskrevs av Carlyle August Luer. Dryadella odontostele ingår i släktet Dryadella och familjen orkidéer. Inga underarter finns listade i Catalogue of Life.